# Lliga omanita de futbol
La Lliga omanita de futbol, anomenada en anglès Oman Professional League (àrab: دوري المحترفين عمان, Dawrī al-Muḥtarifīn ʿUmān) i anteriorment Oman Elite League, és la màxima competició d'aquest esport a Oman. La primera edició es va celebrar el 1976. És organitzada per l'Associació de Futbol d'Oman.

## Història
El 2010, durant el sorteig anual de la Copa Sultan Qaboos, Qaboos bin Said, sultà d'Oman, va concedir a l'OFA una quantitat de 2,6 milions de rials anuals (aproximadament 6,7 milions de dòlars) fins a l'any 2015 per impulsar encara més el desenvolupament de la lliga. Aquest pas es va fer per fomentar el futbol entre la joventut d'Oman i crear més esperances que Oman es classifiqués per a la Copa Mundial de la FIFA 2014. L'acord se sumà als 1,6 milions de rials anuals que el sultà dona a l'OFA cada any. Aquesta lliga fou classificada segons l'AFC com a Lliga de futbol de classe D fins a la temporada 2012-13. Sayyid Khalid bin Hamid Al-Busaidi, president de l'OFA, ja havia anunciat el pla de la seva organització per transformar la lliga de futbol omanita en una lliga professional el 2012 i també va anunciar canviar el nom de la lliga pel de Oman Mobile League. L'interès de moltes empreses com Nissan, Shell i Oman Mobile, va ser un dels principals motius pels quals s'esperava que la lliga es transformés, sota el lideratge de Sayyid Khalid. Els següents anys fou coneguda com Lliga Elite Omantel.
El 2013, abans de la temporada 2013-14, es va anunciar que la lliga havia fet els primers passos per convertir-se en professional. L'Oman Football League va obtenir el segell d'aprovació com a lliga professional l'1 de setembre de 2013 i, a partir d'aleshores es va dir Omantel Professional League (OPL).
El 10 de setembre de 2014, un dia abans de jugar-se el primer partit de la temporada 2014-15, l'Associació de Futbol d'Oman va anunciar l'extensió del suport d'Omantel a la Lliga Professional del país com a patrocinador titular.
El 30 d'abril de 2016, l'OFA i l'Autoritat Pública de Ràdio i Televisió (PART) van arribar a un acord sobre els drets d'emissió de TV de totes les competicions i partits organitzats per l'OFA, inclosos els relacionats amb l'OPL i qualsevol altra competició durant tres temporades.
El 5 de setembre de 2016, el grup d'hospitals Badr Al Samaa, el principal proveïdor de serveis sanitaris del Sultanat, va renovar la seva col·laboració amb OFA per a la temporada de futbol omanita 2016-17. El 8 de setembre de 2016, l'OFA va confirmar que Omantel renovaria el seu contracte com a patrocinadors titulars de l'OPL durant els tres anys següents, començant per la temporada 2016-17 fins a la temporada 2018-19.

## Llista de campions
Font:
- 1975-76:  Fanja (1)
- 1976-77:  Fanja (2)
- 1977-78:  Rowi Masqat (1)
- 1978-79:  Fanja (3)
- 1979-80:  Al Nasr Salalah (1)
- 1980-81:  Al Nasr Salalah (2)
- 1981-82:  Al Ahli Masqat (1)
- 1982-83:  Dhofar (1)
- 1983-84:  Fanja (4)
- 1984-85:  Dhofar (2)
- 1985-86:  Fanja (5)
- 1986-87:  Fanja (6)
- 1987-88:  Fanja (7)
- 1988-89:  Al Nasr Salalah (3)
- 1989-90:  Dhofar (3)
- 1990-91:  Fanja (8)
- 1991-92:  Dhofar (4)
- 1992-93:  Dhofar (5)
- 1993-94:  Dhofar (6)
- 1994-95:  Sur Club (1)
- 1995-96:  Sur Club (2)
- 1996-97:  Oman Club (1)
- 1997-98:  Al Nasr Salalah (4)
- 1998-99:  Dhofar (7)
- 1999-00:  Al Oruba Sur (1)
- 2000-01:  Dhofar (8)
- 2001-02:  Al Oruba Sur (2)
- 2002-03:  Rowi Masqat (2)
- 2003-04:  Al Nasr Salalah (5)
- 2004-05:  Dhofar (9)
- 2005-06:  Masqat Club (3)
- 2006-07:  Al Nahda (1)
- 2007-08:  Al Oruba Sur (3)
- 2008-09:  Al Nahda (2)
- 2009-10:  Al-Suwaiq (1)
- 2010-11:  Al-Suwaiq (2)
- 2011-12:  Fanja (9)
- 2012-13:  Al-Suwaiq (3)
- 2013-14:  Al Nahda (3)
- 2014-15:  Al Oruba Sur (4)
- 2015-16:  Fanja (10)
- 2016-17:  Dhofar (10)
- 2017-18:  Al-Suwaiq (4)
- 2018-19:  Dhofar (11)
- 2019-20:  Al-Seeb (1)
- 2020-21: Campionat abandonat
- 2021-22:  Al-Seeb (2)
- 2022-23:  Al Nahda (4)